# Mezquita Al Islam
Masyid Al Islam es una mezquita ubicada en la localidad mexicana de Tijuana, estado de Baja California para la comunidad musulmana de dicha entidad federativa e incluso para la relativamente cercana de los Estados Unidos. En ella se realiza la Yumu'ah (azalá del viernes) y algunos eventos educativos en general, así como festejos a los que en ocasiones asisten creyentes provenientes de los Estados Unidos.
En esta mezquita se realizan diferentes actividades como son el iftar para quienes ayunan durante el Ramadán, y clases de manualidades, de aquida (doctrina) y de árabe para los niños.